# ویلیام جان سوینسون
ویلیام جان سوینسون (انگلیسی: William Swainson; ۸ اکتبر ۱۷۸۹ – ۶ دسامبر ۱۸۵۵) پرنده‌شناس، نرم‌تن‌شناس، صدف‌شناس، حشره‌شناس وتاریخ‌دان طبیعی اهل بریتانیا بود. یکی از مهمترین کشف های وی سوینسون با نام محلی اب شکاف هندی است . 

## نگارخانه

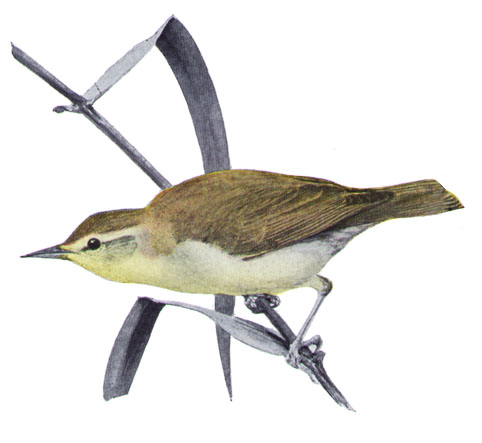
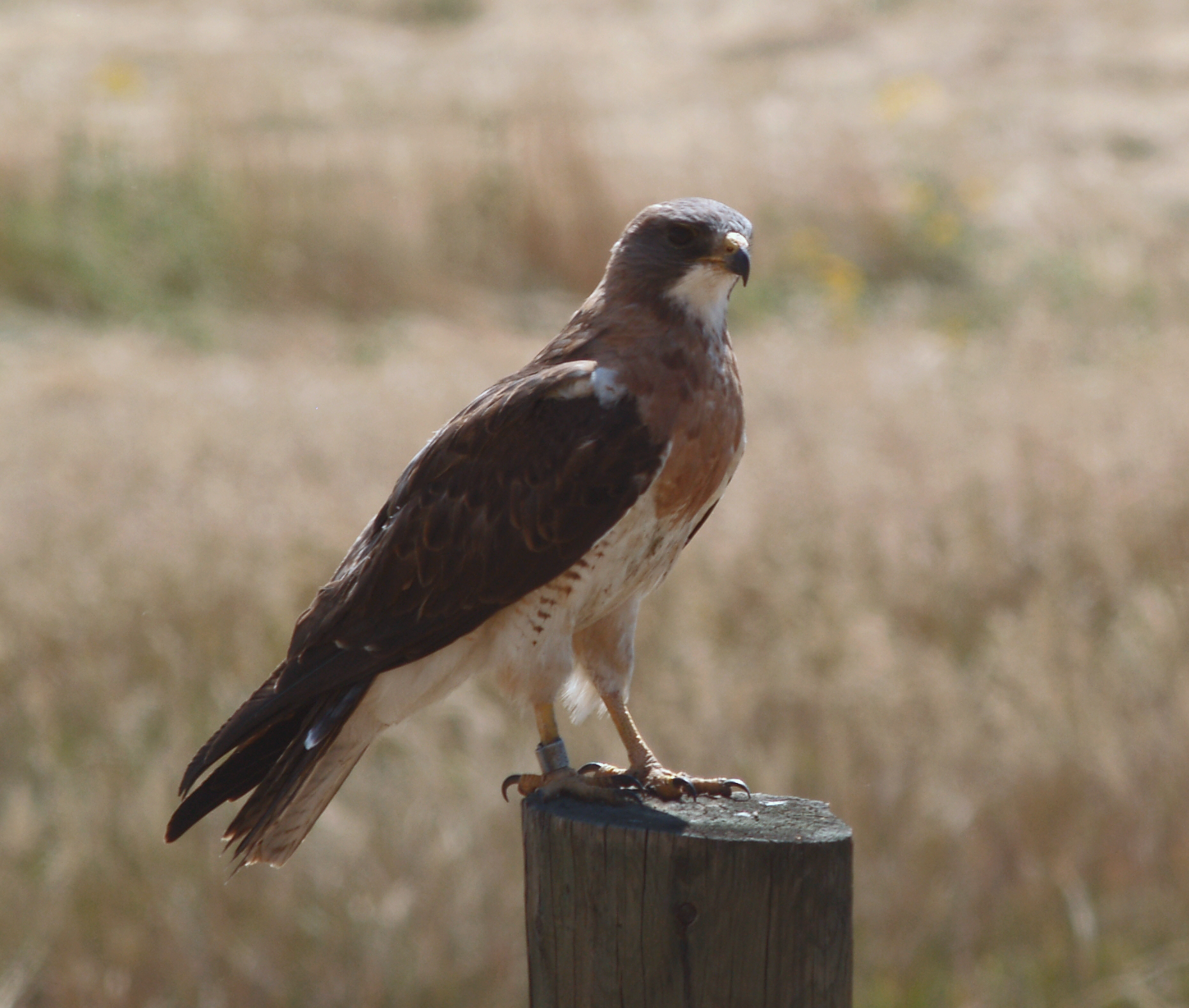
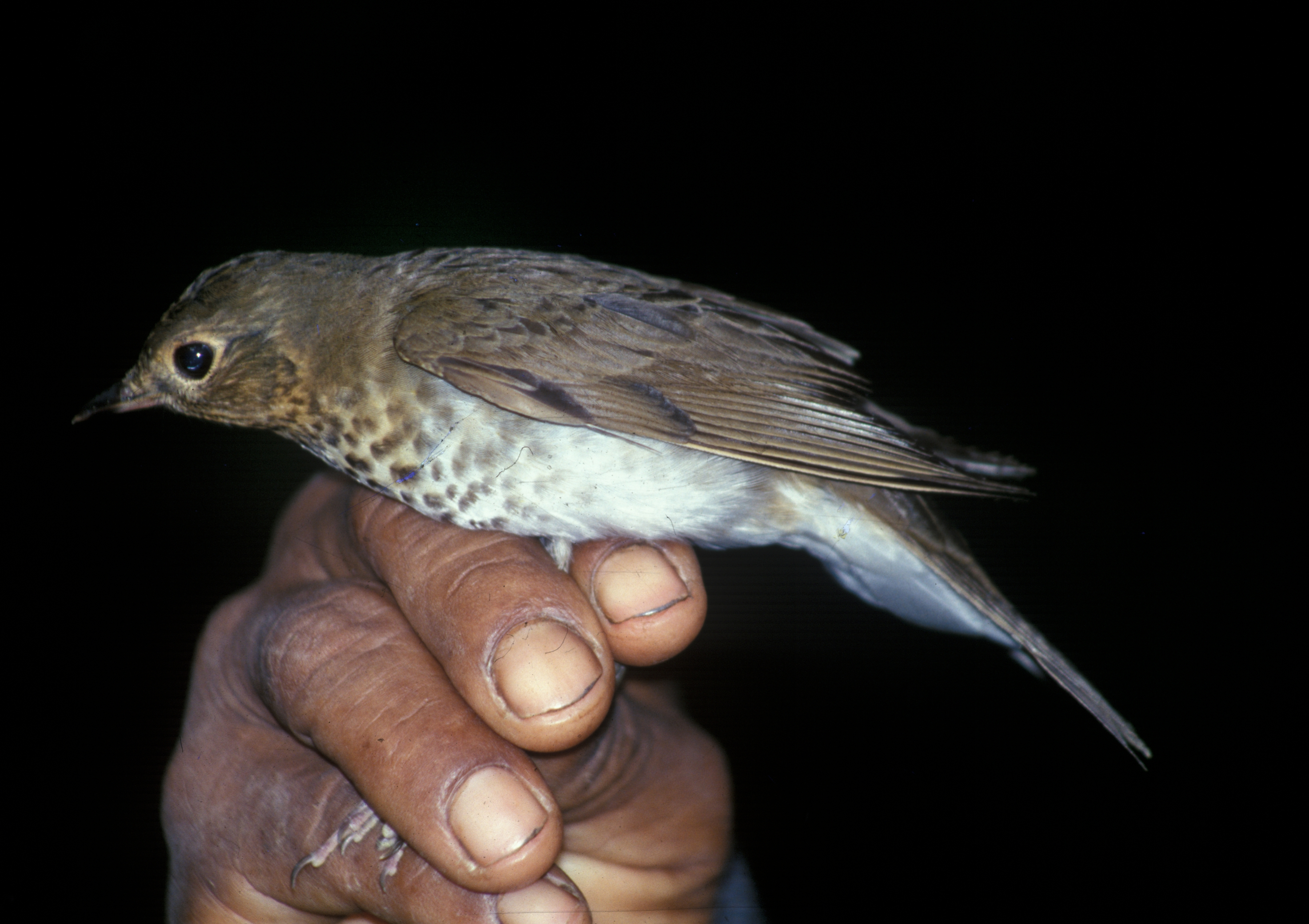
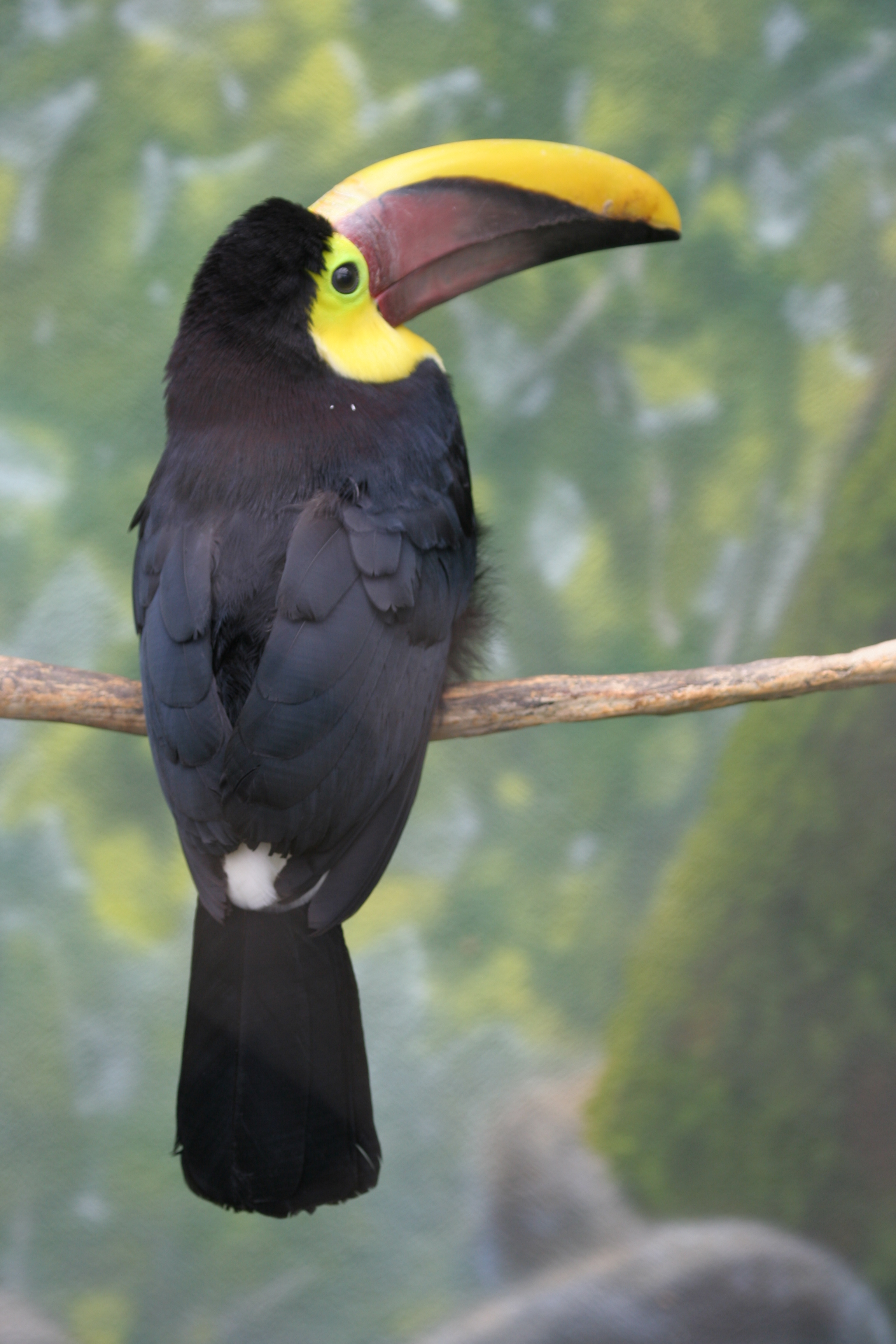